# Lamtuna
Lamtuna, Lemtuna – plemię berberyjskie, z którego, między innymi, wykształciło się plemię Tuaregów. Wchodziło w skład Sanhadży.
Najprawdopodobniej przyjęło islam w VIII w.
Szejk Lamtuny, Jahja ibn Omar,  utworzył w XI w. w Maroku wojowniczą sektę Almorawidów.